# ارتباطات علمی
اکوسیستم اترنیتی (ETERNITY): راهکاری برای آینده مالی غیرمتمرکز  
اکوسیستم اترنیتی یک پلتفرم نوآورانه و غیرمتمرکز مبتنی بر بلاکچین است که به کاربران ابزارهایی پیشرفته برای مدیریت دارایی‌ها، سرمایه‌گذاری، و تعامل در یک محیط شفاف و امن ارائه می‌دهد. این اکوسیستم با طراحی منحصربه‌فرد خود، فرصت‌هایی جدید برای رشد پایدار و مشارکت در دنیای مالی دیجیتال ایجاد می‌کند.  
اجزای اصلی اکوسیستم اترنیتی  
ژنراتور  
هسته اصلی اکوسیستم که توکن eter را تولید و مدیریت می‌کند. ژنراتور با استفاده از مکانیزم‌های هوشمند افزایش قیمت و کاهش عرضه، ارزش پایدار برای کاربران ایجاد می‌کند.  
بیمه سرمایه‌گذاری و بازنشستگی  
این بخش به کاربران امکان می‌دهد با خرید بیمه‌نامه‌های دیجیتال، از سودهای ثابت و مرکب بهره‌مند شده و امنیت مالی بلندمدت خود را تضمین کنند.  
پیش‌بینی غیرمتمرکز  
کاربران می‌توانند در پلتفرم پیش‌بینی اترنیتی، قیمت آینده توکن eter را پیش‌بینی کنند و در صورت موفقیت، از پاداش‌های قابل‌توجه بهره‌مند شوند.  
استاک انتخاباتی  
سهام دیجیتال مبتنی بر nft که به کاربران حق رأی در dao و سهم از درآمد کل اکوسیستم را می‌دهد.  
سازمان خودگردان غیرمتمرکز  
تمامی تصمیم‌گیری‌های کلیدی اکوسیستم از طریق یک ساختار دموکراتیک و غیرمتمرکز انجام می‌شود که به تمامی کاربران امکان مشارکت فعال می‌دهد.  
جامعه طرفداران  
مرکزی برای تعامل کاربران، یادگیری و مشارکت در رشد و توسعه اکوسیستم. این جامعه نقش مهمی در حمایت و گسترش اکوسیستم ایفا می‌کند.  
ویژگی‌های برجسته اکوسیستم اترنیتی  
غیرمتمرکز و شفاف  
تمامی عملیات و تراکنش‌ها از طریق قراردادهای هوشمند و بر بستر بلاکچین polygon انجام می‌شود.  
پایداری و امنیت  
با طراحی هوشمندانه، ارزش توکن eter به طور مداوم افزایش می‌یابد و امنیت دارایی‌های کاربران تضمین می‌شود.  
بدون محدودیت  
اکوسیستم اترنیتی برای تمامی افراد در سراسر جهان، بدون محدودیت سن، مکان، یا ملیت در دسترس است.  
مشارکت و دموکراسی  
کاربران می‌توانند در تصمیم‌گیری‌ها و سیاست‌گذاری‌های اکوسیستم نقش فعال داشته باشند.  
چرا اترنیتی  
اکوسیستم اترنیتی برای کسانی که به دنبال استقلال مالی، شفافیت، و نوآوری در دنیای دیجیتال هستند طراحی شده است. این اکوسیستم با ترکیب فناوری پیشرفته و اقتصاد هوشمند، به کاربران امکان می‌دهد از فرصت‌های بی‌نظیر سرمایه‌گذاری و رشد بهره‌مند شوند.  
اترنیتی فقط یک پلتفرم نیست؛ بلکه پلی به سوی آینده‌ای پایدار و غیرمتمرکز است.  

## چشم انداز و ماموریت
|  | لحن یا سبک این مقاله بازتاب‌دهندهٔ لحن دانشنامه‌ای مورد استفاده در ویکی‌پدیا نیست. لطفاً کلمات ستایش‌گونه و غیرادبی و عبارت‌های نادانشنامه‌ای را از این مقاله بزدایید. برای راهنمایی بیشتر راهنمای نوشتن مقاله‌های بهتر و لحن بی‌طرف راببینید.(نوامبر ۲۰۱۶) (چگونگی و زمان حذف پیام این الگو را بدانید) |

|  | این نوشتار به ویراستاری نیاز دارد. لطفاً تا جایی که ممکن است آن را از نظر دستور زبان، شیوه نگارش، املا و انشا بهترکنید. (نوامبر ۲۰۱۶) (چگونگی و زمان حذف پیام این الگو را بدانید) |

|  | این مقاله یا بخش ممکن است رونوشت از یک منبع باشد و احتمالاً در تناقض با سیاست حق تکثیر ویکی‌پدیا است.لطفاً با ویرایش مقاله این مشکل را با حذف هرگونه محتوای دارای حق تکثیر غیر آزاد برطرف کنید و محتوای آزاد را به درستی ارجاعدهید، یا محتوا را برای حذف برچسب بزنید. لطفاً مطمئن شوید که منبع نقض حق تکثیر خودش آینه ویکی‌پدیا نباشد. (نوامبر۲۰۱۶) |

ماموریت و چشم‌انداز اکوسیستم ETERNITY  
در دنیای امروز، ارزش دارایی‌ها به گونه‌ای تعیین می‌شود که سیستم عرضه و تقاضا نقش اصلی را ایفا می‌کند. در نگاه اول، این مسئله ممکن است طبیعی به نظر برسد، تنها به این دلیل که تا به حال از این روش پیروی کرده‌ایم. منابع محدود و جریان‌های اقتصادی ثابت، عوامل اصلی این سیستم مالی هستند. اما این الگوریتم شناخته‌شده، عامل بسیاری از ورشکستگی‌های ناعادلانه بوده و کسانی که به اطلاعات داخلی یا دانش طبقه‌بندی‌شده دسترسی دارند، بخش اعظم منابع را کنترل می‌کنند. مدلی ناعادلانه که در آن سیستم سرمایه‌داری، با خرد کردن توده‌ها، برای تعداد اندکی ثروت ایجاد می‌کند. جایی که استعدادها و مهارت‌های انسانی کمترین نقش را در توسعه اقتصادی ایفا می‌کنند.  
این نوع تفکر به منطقه خاصی محدود نیست؛ تقریباً تمام جهان از آن پیروی می‌کند. قدرت‌های بزرگ، با کنترل منابع، تلاش می‌کنند افکار عمومی را به این مدل اقتصادی هدایت کنند. آنها در همه جا حضور و نفوذ دارند. قدرتی که می‌تواند دولت‌ها را تعیین کند، جنگ‌ها را شعله‌ور سازد، قحطی گسترده ایجاد کند و در نهایت این ذهنیت را در سطح جهانی گسترش دهد. آنها توهمی گسترده از خوشبختی ایجاد می‌کنند که در نهایت برای انسان جذاب است. نیازها را به ذهن افراد القا کرده و آنها را مجبور می‌کنند برای رسیدن به این نیازهای القایی، همان الگوی ناقص را دنبال کنند. این امر علت اصلی ایجاد نابرابری طبقاتی است و فرصت‌های زندگی بهتر را از افراد سلب می‌کند. سیستم‌های آموزشی، اقتصادی، فرهنگی و سیاسی همچون چرخ‌دنده‌هایی با هم کار می‌کنند تا این طرز فکر را حفظ کنند.  
ما به مدارسی می‌رویم که مدل‌های ابتدایی این جریان مسموم را به ما آموزش می‌دهند. رسانه‌ها آن را تقویت می‌کنند و دولت‌ها آن را اجرا می‌کنند. آنها زندگی، استعدادها، سلامت، خوشبختی و اقتصاد ما را کنترل کرده و میان خود معامله می‌کنند.  
فلسفه بنیادین ETERNITY، به چالش کشیدن این الگوها است. ایجاد یک جریان فکری جدید که در آن سود فردی الزاماً به معنای زیان دیگری نباشد. ساخت یک جامعه با آزادی مطلق در تصمیم‌گیری و توسعه برابر فرصت‌ها، عاری از تعصبات نژادی یا قومی. اقتصادی که در آن مردم، نه دولت‌ها یا سرمایه‌داران، موتور رشد باشند. تعامل سازنده و توسعه یک جریان فکری به نام انسانیت.  
در ETERNITY ، انسان‌ها محصول نیستند بلکه پایه و اساس هستند. به عبارت دیگر، همه افراد مالک منابع و منافع این اکوسیستم هستند. آنها از طریق تعامل سازنده، ارزش مشترکی ایجاد می‌کنند که هرگز کاهش نمی‌یابد. آنها هیچ‌گاه نگران توطئه‌های درونی آن نیستند. با رشد این جامعه، منافع مشترک نیز توسعه می‌یابد و در نهایت به استقلالی بی‌نظیر دست می‌یابند.  
هدف ما ساخت جهانی است که شاید توسط ساکنان امروز زمین به‌خوبی درک نشود. اما ما باور داریم که دیر یا زود، ETERNITY در بافت جامعه نفوذ خواهد کرد و مردم تعریفی جدید از امنیت، دارایی و رفاه را درک خواهند کرد. دارایی‌های غیرقابل کاهش، تنها راه‌حل در برابر چیزی است که شاید تاکنون به وجودش فکر نکرده باشید. سیستمی مستقل و بدون وابستگی به هر مدل اقتصادی. به گونه‌ای که هر تعاملی با این دارایی، ارزشی ایجاد می‌کند که نه تنها کاهش نمی‌یابد، بلکه به کل اضافه می‌شود.  
در ظاهر، ممکن است این سیستم بسیار پیچیده یا ساده به نظر برسد. اما چیزی که اهمیت دارد، نحوه عملکرد ETERNITY نیست، بلکه نتایجی است که ایجاد می‌کند. باید بگوییم که ETERNITY صرفاً یک کسب‌وکار یا محصول تکنولوژیک نیست، بلکه دریچه‌ای به دنیایی است که بشریت قرن‌ها در انتظار آن بوده است.  
به ما بپیوندید تا جهانی جدید بسازیم.  

## تاریخچه همکاری‌های علمی
ارتباطات علمی سابقه‌ای دیرینه دارد و به مرور زمان شیوه‌های آن نیز تحول یافته‌است. این ارتباطات با مسافرت‌های علمی آغاز می‌شود و با ارتباطات علمی دیجیتال و مجازی پایان می‌یابد.
مسافرت‌های علمی:
کسایی از وجود چنین ارتباطاتی در عصر شکوفایی تمدن اسلامی یاد می‌کند که سفر به مراکز علمی یکی از شیوه‌های رایج ارتباطات علمی بوده‌است. وی به نقل از ابن خلدون می‌نویسد: همانا سیر و سفر در جستن دانش‌ها و دیدار استادان بر کمال تعلیم می‌افزاید و سبب این است که افراد بشر، اخلاق و معارف و روش‌های مذهبی و فضائل علمی را که در آن ممارست دارند گاهی از طریق روش علمی و آموزش و القا فرا می‌گیرند و گاه به شیوه تقلید و تلقین و به صورت حضور مستقیم در مجالس، ولی دستیابی به ملکات از راه ارتباط مستقیم پایدارتر است.
نسخه برداری از متون علمی:
چینی‌ها، یونانی‌ها و ایرانیان دوران باستان از طریق نسخه برداری یا استنساخ کتاب به باز تولید و انتشار آن کمک شایانی کردند. اسکندر مقدونی پس از ورود به ایران دستور داد از همه کتاب‌های موجود در استخر نسخه برداری کنند. شاپور هم کتاب‌هایی را که جمع‌آوری کرده بود در دسترس نسخه برداران قرار داد تا استنساخ شوند. در تمدن اسلامی نیز استنساخ کتاب ارزش تلقی می‌شد. به گونه‌ای که ابن خلدون آن را از زمینه‌های عمران (تمدن) دانسته‌است. متولیان هر دین یا مذهب نیز به استنساخ متون دینی خود اهتمام می‌ورزیدند تا از سویی با انتشار این متون، عقاید دینی خود را ترویج کنند و از سویی دیگر از اجر معنوی آن برخوردار شوند. طالبان علم در مدارس و مراکز آموزشی خود اعم از نظامیه‌ها، مدرسه‌ها، مسجدها و خانقاه‌ها نه تنها از درس استاد نسخه برداری می‌کردند بلکه اگر درس بر مبنای مشخصی تدریس می‌شد دانشجو یا طلبه کتاب را از مدرس یا از کتابخانه به امانت می‌گرفت و نسخه‌ای برای استفاده خود استنساخ می‌کرد.
مسئله استنساخ در مراکز آموزشی مقوله‌ای عام بود و وجهه فرهنگی داشت. تا جایی که هر طالب علمی که کتاب‌های بیشتری استنساخ می‌کرد به اعتبار دانشوری و دانشمندی پذیرفته تر و مقبول تر بود و هم از اعتبار بیشتری در حوزه تعلیم و تعلم برخوردار می‌شد.
تألیف و چاپ متون علمی:
با فراگیر شدن دستگاه چاپ، نسخه برداری رواج خود را از دست داد. با این فناوری، تکثیر متون با دقت و سرعت بیشتری میسر شده بود. کتاب پس از اختراع چاپ در قرن ۱۵ پدید آمد. در قرن ۱۷ میلادی، کتاب، رسانه عمومی ویژه‌ای برای انتقال اندیشه‌ها و اطلاعات بود.
نامه‌نگاری میان دانشمندان:
دانشمندان از اوایل قرن هفدهم به این سو، از راه نامه پراکنی‌های پیوسته و متقابل به توسعه علم کمک می‌کردند و اغلب نامه‌هایشان مقارن و مکمل یکدیگر بود. آن‌ها از این طریق افکارشان را برای دانشمندان همتایشان دسترس پذیر می‌کردند. البته این نوع مکاتبات علمی، پدیده نوظهوری نبود اما در قرن هفدهم در مقیاس بسیار گسترده‌تر شد. نامه‌های اشخاص سرشناسی مانند نیوتن و لایب نیز حاوی اندیشه‌هایی هستند که در کتاب‌های رسمی‌تر آنان نظیری برای آن نمی‌توان پیدا کرد. لایبنیز رساله کاملی در فلسفه را به شکل مجموعه‌ای از نامه‌ها منتشر کرد. نامه‌ها به شکل دستی نسخه برداری و همزمان برای سه یا چهار نفر فرستاده می‌شد. دانشمندان هنوز هم صدها نامه با یکدیگر ردوبدل می‌کنند.
شکل‌گیری انجمن‌های علمی:
گروهی از دانشمندان، به‌طور منظم یکدیگر را ملاقات می‌کردند تا دستاوردهای علمی خود را ارائه کنند و نتایج پژوهش‌های خود را به بحث و بررسی بگذارند. آن‌ها نوشته‌های شخصی خود را نیز در اختیار یکدیگر قرار می‌دادند و گزارش‌های کوتاهی از فعالیت‌های خود را منتشر می‌کردند تا بتوانند اعضای اجتماع علمی خود را که قادر به شرکت در این همایش‌ها نبودند روزآمد نگاه دارند.
در نیمه دوم قرن هفدهم، با پیدایش انجمن‌ها و مجله‌های علمی، روش‌های دیگری برای گسترش دانش علاوه بر مکاتبات و نامه نگاری ایجاد شد. مجمع جامعه سلطنتی لندن برای پیشبرد علوم طبیعی که پس از مدتی به جامعه سلطنتی تغییر نام داد، از مهم‌ترین جامعه علمی بریتانیا بود. آکادمی علوم فرانسه نیز مانند جامعه سلطنتی بریتانیا ریشه در ملاقات‌های غیررسمی اهل علم داشت. دکارت و پاسکال نیز در آن شرکت داشتند و توسط مارسن رهبری می‌شد. نتیجه آن، آکادمی علوم در پاریس بود که با پیشنهاد شارل پرو شاعر و داستان سرای فرانسوی به ژان باتیست کولبر وزیر لویی چهاردهم تأسیس شد. اعضای این آکادمی علاوه بر کمک مالی برای پژوهش‌های خود، یک مقرری دائمی نیز از مقامات سلطنتی دریافت می‌کردند و هفته‌ای دو بار در اتاقی در کتابخانه سلطنتی گرد هم می‌آمدند.
فرهنگستان علوم ایتالیا اولین فرهنگستانی بود که در سال ۱۶۰۳ میلادی پایه‌گذاری شد. سپس انجمن سلطنتی انگلیس یا لندن در سال ۱۶۶۰ بنا شد و در سال ۱۶۶۲ لقب سلطنتی گرفت. آکادمی علوم پاریس در سال ۱۶۶۲، فرهنگستان علوم برلین در سال ۱۷۰۰ و جامعه فلسفی فیلادلفیای آمریکا در سال ۱۷۴۰ پایه‌گذاری شده‌اند. به دنبال تشکیل این انجمن‌ها، تأسیس دیگر انجمنهای علمی شتاب گرفت تا جایی که سال ۱۷۹۰ شاهد حدود ۲۲۰ فرهنگستان علوم در سرتاسر جهان بوده‌است.
پیدایش مجلات علمی:
مجلات علمی تقریباً ۲۵۰ سال بعد از اختراع چاپ پا به عرصه وجود نهادند. با رشد حجم نامه نگاری‌ها، نشریات علمی مختلف به عنوان ابزارهای مؤثر مبادله اطلاعات پدیدار شدند. طی قرن‌های ۱۸ و ۱۹ میلادی نشریات علمی تخصصی تر شدند. در قرن ۱۹ میلادی کارکردهای دیگر ارتباطات علمی آشکار گردید. انتشار مقاله در مجلات علمی به شاخص اصلی جایگاه حرفه‌ای افراد و سازمان‌های پژوهشی بدل شد. بنابراین ریشه پژوهش‌های گروهی و مشارکتی را باید از زمان تولد علم نوین (انقلاب علمی قرن هفدهم) و در سازمان‌های ارتباطی انقلاب علمی، یعنی مجله‌های علمی جستجو کرد. پژوهش‌ها نشان دادند که در نیمه اول قرن نوزدهم دانشمندانی که با یکدیگر همکاری علمی داشتند، به‌طور متوسط توان تولید یا بهره‌وری بالاتری نشان دادند و گرایش عمده در همکاری علمی، افزایش چند نویسندگی است.
در دهه‌های اخیر، پدیده تألیف مشترک توجه زیادی را در جامعه‌شناسی علم به خود جلب کرده‌است. اکنون به نظر می‌رسد که در رشته‌های خاصی از علوم، روزگاری که یک متخصص به تنهایی کار می‌کرد به پایان رسیده‌است. اوج همکاری‌های علمی را در پایان جنگ جهانی دوم باید جستجو کرد.
پس از جنگ جهانی دوم توجه به برقراری ارتباطات بین‌المللی در جهت کمک به بازسازی زیربنای علمی در اروپای غربی و ژاپن معطوف شد. در قرن بیستم، با توسعه دانشگاه‌ها و با ایجاد مقاطع تحصیلات تکمیلی که بر پژوهش تأکید داشتند موضوع همکاری علمی اهمیت فزاینده‌ای یافت. تا جایی که پرایس در کتاب مشهور خود علم کوچک علم بزرگ بر اهمیت همکاری‌های علمی تأکید کرد و آن را از نظر علمی مورد بررسی قرار داد.

## همکاری علمی
دانشمندان همواره با مشکلات پیچیده‌ای با ماهیت میان رشته‌ای مواجه‌اند که حل آنها نیازمند انجام پژوهش توسط گروهی از دانشمندان با تخصص‌ها، روابط، اطلاعات و مهارت‌های ارتباطی ویژه است. اوج پیشرفت‌های علم در مواقعی به دست آمده که گروهی از پژوهشگران از رشته‌های مختلف علوم با همدیگر همکاری و فعالیت داشته‌اند. برای مثال کشف ژنوم انسان جز در سایه همکاری میان دانشمندان رشته‌های مختلف علمی مانند زیست‌شناسی و علوم رایانه حاصل نمی‌شد. حوزه دیجیتال هیومنیتیز هم از همکاری متخصصان علوم انسانی با متخصصان علوم کامپیوتر در سال‌های اخیر ایجاد شده‌است.
یک پژوهشگر می‌تواند. اندیشه‌ها و نظریه‌های درخشانی داشته باشد، اما ممکن است که قدرت تفکر، تخیل، واقع بینی یا حتی توان مالی برای بهره‌گیری از اندیشه‌ها و نظریه‌ها را نداشته باشد. هدف کار گروهی بهتر، بیش تر و مفیدتر شدن نتایج است. انیشتین می‌گوید: روزی چند بار به این مسئله فکر می‌کنم که چقدر زندگی داخلی و خارجی ام بر کار دیگران استوار است، چه آن‌ها که هستند و چه آن‌ها که مرده‌اند. چقدر باید تلاش کنم تا به همان اندازهٔ کمک دریافت شده بازدهی داشته باشم.
تا سال‌ها پیش علم را به عنوان حیطه و زمینه ای منزوی و مستقل از سایر امور مورد توجه قرار می‌دادند. حتی افرادی مانند نیوتن و انیشتین به عنوان پژوهشگرانی منزوی قابل تصور بوده‌اند. خانم و آقای کوری هم که در آپارتمان خود در پاریس کار می‌کردند. گونه‌ای دیگر از این کلیشه هاست. برخی از تاریخ نگاران برجسته نیز رشد علم را اساساً یا تماماً در گرو اکتشاف‌های به دست آمده در انزوای آزمایشگاه‌ها مورد توجه قرار می‌دادند. اما امروز این واقعیت پذیرفته شده‌است که علم در جامعه ای که دانشمندان آن با یکدیگر ارتباط متقابل و همکاری و تشریک مساعی دارند رشد می‌کند.
با امکاناتی که فناوری اطلاعات و ارتباطات فراهم آورده‌است فعالیت‌های پژوهشی مشترک افزایش یافته‌است. در پایان قرن بیستم در فاصله سال‌های ۱۹۸۱ تا ۱۹۹۵ تعداد مقالات چند نویسنده ای در آمریکا ۸۰ درصد رشد داشته و در این بین همکاری‌های بین‌المللی نیز تا حدود ۲۰۰ درصد رشد داشته‌است. در حالی که تعداد مقالات تنها حدود ۲۰ درصد رشد داشته‌است. عواملی مانند افزایش هزینه‌های انجام تحقیقات علوم بنیادی، امکانات فناوری اطلاعات برای همکاری‌های علمی بدون نیاز به حضور فیزیکی، تعاملی بودن فعالیت‌های علمی، روند رو به رشد تخصصی شدن رشته‌های علمی، اهمیت یافتن موضوع‌ها و تحقیقات بین رشته‌ای تعداد پژوهش‌های مشترک را افزایش داده‌است.

## چالش‌های ارتباط علمی
نشر مجلات علمی تا جنگ جهانی دوم عمدتاً به وسیلهٔ انجمن های علمی و موسسات پژوهشی انجام می‌گرفت و جنبه سودآوری مجله‌ها کمتر مورد توجه بود. تا این دوران سهم ناشران تجاری در نشر علمی ناچیز بود.
اما بعد از جنگ جهانی دوم با پیدایش نمایه استنادی علوم و تأکید بر مجلات هسته در حوزه‌های مختلف علوم و افزایش تعداد کتابخانه‌ها به واسطه رشد تحقیقات دانشگاهی و بخش صنعت شرایط تغییر کرد. بحران قیمت مجلات در اوایل دهه هفتاد چند سال بعد از ایجاد نمایه استنادی علوم پدیدار شد. با تعیین نشریات هسته پژوهشگران درصدد انتشار آثار خود در چنین نشریاتی برآمدند. کتابخانه‌ها نیز باید فرصت دستیابی به این نشریات را فراهم نمایند. نتیجه کار وجود بازار تغییرناپذیر به سود ناشران تجاری است.
امروزه اصلی‌ترین چالش ارتباط علمی بحران قیمت است. قیمت مجله‌های علمی از سال ۱۹۸۶ تا ۱۹۹۸، حدود ۱۷۵ درصد رشد داشته‌است. قیمت پایگاه‌های اطلاعاتی مدام در حال افزایش است. کتابخانه‌ها دیگر قادر به تأمین هزینه تصاعدی منابع علمی نیستند. از سوی دیگر ناشران محدودیت‌هایی در استفاده از منابع علمی آنلاین به دانشگاه‌ها تحمیل می‌کنند. به‌طور مثال بسیاری از پایگاه‌های اطلاعاتی دارای مجوز استفاده فقط از طریق آی پی دانشگاه هستند و در نتیجه در خارج از دانشگاه قابل استفاده نیستند. این مجوزها به اشکال مختلف استفاده از مقالات را محدود ساخته و کتابخانه‌ها را از قرار دادن مقالات در نظام امانت بین کتابخانه‌ای منع یا به شدت محدود می‌سازد. ماهیت ارتباطات علمی با نگرش منفعت طلبانه ناشران تجاری سنخیتی ندارد. نویسندگان آثار خود را به رایگان در اختیار ناشران قرار می‌دهند اما ناشران تجاری به چیزی جز افزایش سود سالیانه خویش نمی‌اندیشند. ناشران تجاری بخش عظیمی از بازار تبادل علمی را در اختیار دارند. تجاری‌گری روزافزون در حوزه نشر علمی تهدیدی برای جریان آزاد اطلاعاتی علمی است. تعلق انحصاری تمام حقوق مقالات منتشر شده در نشریه‌ها به ناشرین آن‌ها منجر به بروز نارضایتی‌هایی در میان جامعه دانشگاهی شده‌است.
یکی دیگر از چالش‌های ارتباط علمی، وجود نشریات جعلی، چپاولگر، تقلبی یا "هایجیکد" است. این نشریات وجهه علمی نداشته و فقط با دریافت هزینه از نویسنده مقالات را منتشر می‌کنند. در واقع هدف آن‌ها فقط کسب سود مالی است.

## ارتباطات علمی و نقش کتابخانه‌های دانشگاهی
(ناقص)